# Amersfoort
Amersfoort este un oraș în provincia Utrecht, Țările de Jos. 

## Localități componente
Amersfoort, Hoogland, Hooglanderveen, Stoutenburg Noord, Kattenbroek, Nieuwland.

## Vezi și
- Lagărul de concentrare Amersfoort